# 約翰尼·米勒
約翰尼·米勒（英語：John Laurence Miller，1947年4月29日—），美國男子職業高爾夫球運動員。他是1970年代中期的頂尖球手，亦是首位以63杆完成大滿貫賽事的選手（1973年美國公開賽）。職業生涯中贏過25次PGA巡迴賽賽事，包括2次大滿貫賽事。他在1998年獲邀加入世界高爾夫名人堂。

## 外部連結
- 約翰尼·米勒在PGA巡迴賽的官方網站
- 約翰尼·米勒在歐洲巡迴賽官方網站
- 約翰尼·米勒在日本高爾夫巡迴賽官方網站
- 約翰尼·米勒在男子高爾夫世界排名的官方網站
- Golf Magazine – The Critic – June 2007 – p. 112–123
- USA Today （页面存档备份，存于） – NBC's Miller keeps firing away – June 13, 2002